# Erembert

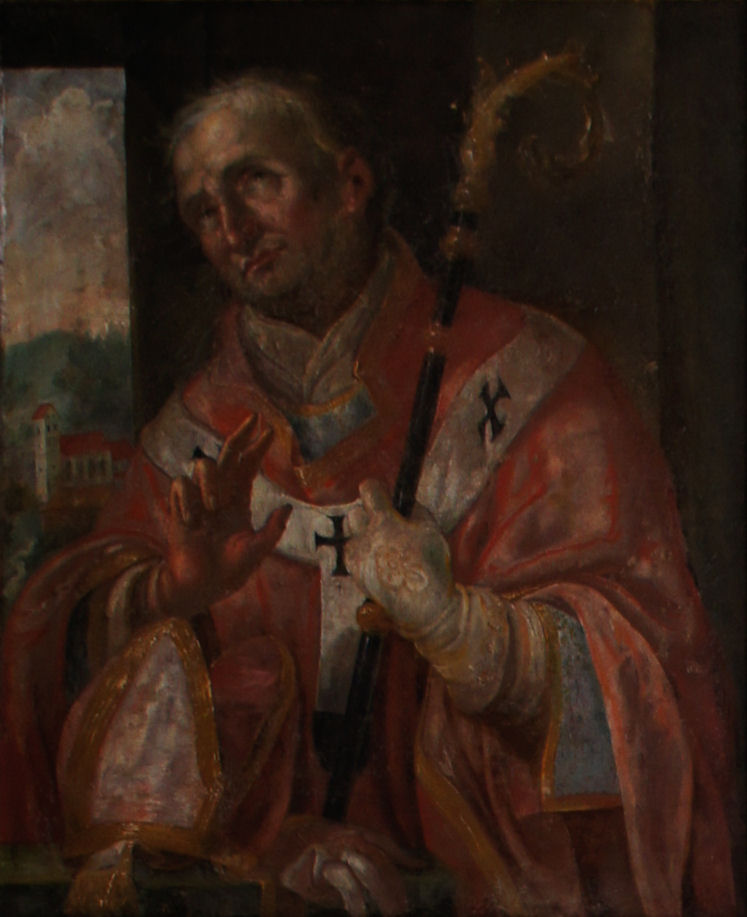
Erembert auf einem Gemälde im Fürstengang Freising

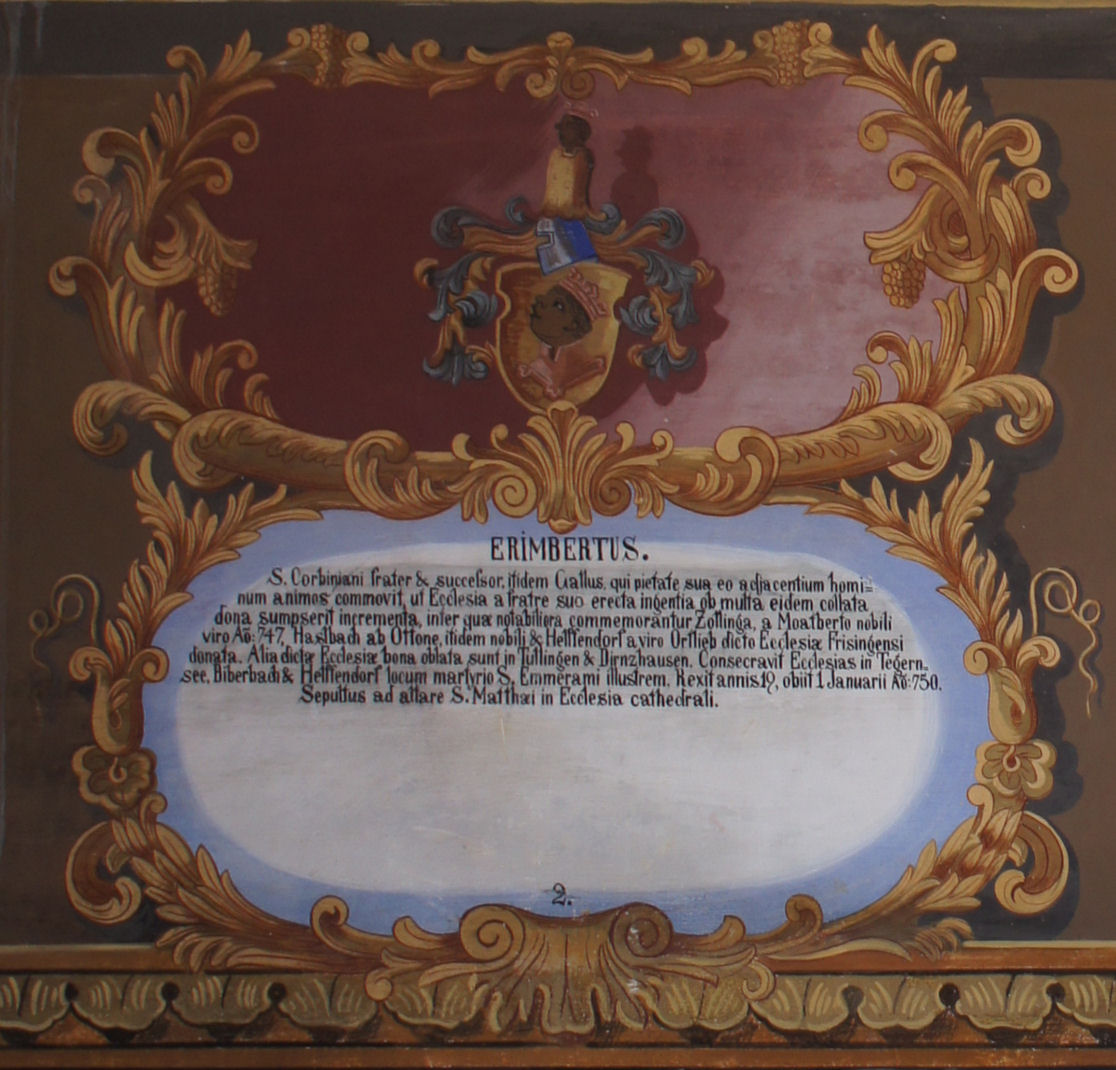
Wappentafel von Erembert im Fürstengang Freising

Erembert, auch Erenbert, Erchinpreht, Erchanpert, Erchinbert oder Erchembert († 747/748) war von 739 bis 747/748 zweiter Bischof von Freising; es wird der Sippe der Mochinger zugeordnet.
Der Bruder des heiligen Korbinian war Abt des von Korbinian gegründeten Benediktinerklosters „auf einem Berg nahe Freisings“. Korbinian gilt zwar als erster Bischof von Freising, aber erst der päpstliche Legat Bonifatius führte 739 eine Kirchenreform für Baiern durch, bei der es zur Gründung des Bistums Freising kam. Freising wurde Suffraganbistum von Mainz. Die Diözese umfasste das Land der Oberen Isar östlich bis zum Inn und südlich bis zur Wasserscheide von Inn und Isar. Mit der Erhebung zum Bischof von Freising 739 machte Erembert die Freisinger Kirche zur Kathedrale.
Erembert wird auch als Erzieher seines Nachfolgers Joseph von Verona benannt.